# 柯尔丝滕·巴恩斯
柯尔丝滕·巴恩斯（英語：Kirsten Barnes，1968年3月26日—），加拿大女子赛艇运动员。她曾代表加拿大参加1988年和1992年夏季奥林匹克运动会赛艇比赛，其中1992年奥运会获得二枚金牌。